# 1971 a jogalkotásban
1971-ben az alábbi jogszabályokat alkották meg:

## Magyarország

### Törvények (5)
- 1971. évi I. törvény 	 a tanácsokról
- 1971. évi II. törvény 	 az 1970. évi állami költségvetés végrehajtásáról
- 1971. évi III. törvény 	 a szövetkezetekről
- 1971. évi IV. törvény 	 az ifjúságról
- 1971. évi V. törvény 	 a Magyar Népköztársaság 1972. évi költségvetéséről

### Törvényerejű rendeletek (37)
- Forrás: Törvényerejű rendeletek teljes listája (1949 - 1989)
- 1971. évi 1. tvr. a háborús, és az emberiség elleni bűntettek elévülésének kizárásáról az Egyesült Nemzetek Szervezetének Közgyűlése által New Yorkban az 1968. évi november hó 26. napján elfogadott nemzetközi egyezmény kihirdetéséről (febr. 2.)
- 1971. évi 2. tvr. a Magyar Népköztársaság Polgári Törvénykönyvéről szóló 1959. évi IV. törvény és az államigazgatási eljárás általános szabályairól szóló 1957. évi IV. törvény egyes rendelkezéseinek módosításáról (febr. 8.)
- 1971. évi 3. tvr. a „Nemzetközi Közúti Árufuvarozási Szerződésről” szóló, Genfben, az 1956. évi május hó 19. napján kelt Egyezmény kihirdetéséről (febr. 23.)
- 1971. évi 4. tvr. az 1952. évi szeptember hó 6. napján Genfben aláírt Egyetemes Szerzői Jogi Egyezmény kihirdetéséről (febr. 23.)
- 1971. évi 5. tvr. a Magyar Népköztársaság és a Koreai Népi Demokratikus Köztársaság között  Phenjanban 1970. október 5-én aláírt konzuli egyezmény kihirdetéséről (ápr. 8.)
- 1971. évi 6. tvr. az Európai és Földközitenger-melléki Növényvédelmi Szervezet létesítéséről Párizsban 1951. április 18-án megkötött és 1955. április 27-én módosított egyezmény 1968. szeptember 18-án történt újabb módosításának kihirdetéséről (ápr. 15.)
- 1971. évi 7. tvr. a Nemzetközi Beruházási Bank megalapítása tárgyában Moszkvában, 1970. július hó 10. napján aláírt Egyezmény és az Egyezményhez csatolt Bank-Alapszabály kihirdetéséről (máj. 5.)
- 1971. évi 8. tvr. a bíróságok népi ülnökeinek választásáról szóló 1960. évi 6. tvr. módosításáról (máj. 5.)
- 1971. évi 9. tvr. a népi ellenőrzésről szóló 1968. évi V. törvény módosításáról (máj. 5.)
- 1971. évi 10. tvr. a fegyveres erők és a fegyveres testületek hivatásos állományának szolgálati viszonyáról (jún. 1.)
- 1971. évi 11. tvr. a Magyar Népköztársaság Kormánya és a Bolíviai Köztársaság Kormánya között La Pazban, az 1970. évi május hó 15. napján aláírt kulturális és tudományos együtt-működési egyezmény kihirdetéséről
- 1971. évi 12. tvr. a Magyar Népköztársaság és a Koreai Népi Demokratikus Köztársaság között a polgári, családjogi és bűnügyi jogsegélyről szóló, Phenjanban az 1970. évi október hó 5. napján aláírt szerződés kihirdetéséről (jún. 29.)
- 1971. évi 13. tvr. a Magyar Népköztársaság Kormánya és az Osztrák Szövetségi Kormány között az útlevél- és vámkezelésről 1965. április 9-én aláírt Egyezmény végrehajtására Bécsben 1971. április 28-án megkötött Megállapodás kihirdetéséről (jún. 29.)
- 1971. évi 14. tvr. a Magyar Népköztársaság Kormánya és az Iraki Köztársaság Kormánya között a két ország idegenforgalmi együttműködése tárgyában Budapesten 1970. július 2-án aláírt egyezmény kihirdetéséről (jún. 30.)
- 1971. évi 15. tvr. a Magyar Népköztársaság és a Szovjet Szocialista Köztársaságok Szövetsége között a szerzői jogok kölcsönös védelmére Budapesten, az 1967. évi november hó 17. napján kötött egyezmény hatályának meghosszabbításáról szóló jegyzékváltás kihirdetéséről (júl. 17.)
- 1971. évi 16. tvr. a Magyar Népköztársaság Kormánya és a Szovjet Szocialista Köztársaságok Szövetségének Kormánya közötti idegenforgalmi együttműködés tárgyában Budapesten 1971. január 29-én aláírt egyezmény kihirdetéséről (júl. 17.)
- 1971. évi 17. tvr. a Magyar Népköztársaság Kormánya és a Holland Királyság Kormánya között a nemzetközi közúti fuvarozás tárgyában Budapesten, az 1970. évi július 31. napján aláírt Egyezmény kihirdetéséről (aug. 21.)
- 1971. évi 18. tvr. a Magyar Népköztársaság és a Szudáni Demokratikus Köztársaság között területeik között és azon túl való légijáratok létesítése tárgyában Khartoumban, az 1970. évi augusztus hó 23. napján aláírt Egyezmény kihirdetéséről (aug. 21.)
- 1971. évi 19. tvr. Külkereskedelmi Főiskola létesítéséről (szept. 8.)
- 1971. évi 20. tvr. a művészeti főiskoláknak egyetemi jellegű főiskolákká átszervezéséről (szept. 8.)
- 1971. évi 21. tvr. Kaposváron Mezőgazdasági Főiskola létesítéséről (szept. 8.)
- 1971. évi 22. tvr. Nyíregyházán Mezőgazdasági Főiskola létesítéséről (szept. 8.)
- 1971. évi 23. tvr. a Zrínyi Miklós Katonai Akadémiáról (szept. 8.)
- 1971. évi 24. tvr. a légijárművek fedélzetén elkövetett bűncselekményekről és egyéb cselekményekről szóló Tokióban, az 1963. évi szeptember hó 14. napján kelt Egyezmény kihirdetéséről (szept. 28.)
- 1971. évi 25. tvr. a nemzetközi polgári repülésről Chicagóban, az 1944. évi december hó 7. napján aláírt Egyezmény és az annak módosításáról szóló jegyzőkönyvek kihirdetéséről (szept. 28.)
- 1971. évi 26. tvr. az időközi választásokról, valamint az országgyűlési képviselők és tanácstagok jogi helyzetének igazgatási területváltozás esetén történő rendezéséről szóló 1967. évi 35. tvr. módosításáról (okt. 6.)
- 1971. évi 27. tvr. egyes művelődésügyi intézmények működésének átmeneti szabályozására való felhatalmazásról (nov. 3.)
- 1971. évi 28. tvr. a Büntető Törvénykönyv módosításáról és kiegészítéséről (nov. 4.)
- 1971. évi 29. tvr. az autóbusszal végzett nemzetközi személyfuvarozás általános feltételeiről szóló, Berlinben, az 1970. évi december 5. napján kelt Egyezmény kihirdetéséről (nov. 20.)
- 1971. évi 30. tvr. az egyes kitüntetések alapításáról szóló 1953. évi V. törvény módosításáról (nov. 28.)
- 1971. évi 31. tvr. a Polgári Törvénykönyvnek a szövetkezetekre vonatkozó egyes rendelkezései módosításáról (nov. 30.)
- 1971. évi 32. tvr. az ipari szövetkezetekről (nov. 30.)
- 1971. évi 33. tvr. a továbbdolgozásra ösztönző nyugdíjpótlékról (dec.?)
- 1971. évi 34. tvr. a mezőgazdasági termelőszövetkezetekről szóló 1967. évi III. törvény módosításáról és kiegészítéséről (dec. 28.)
- 1971. évi 35. tvr. a fogyasztási, értékesítő és beszerző szövetkezetekről (dec. 28.)
- 1971. évi 36. tvr. a Magyar Népköztársaság Kormánya és a Libanoni Köztársaság Kormánya között a polgári légiközlekedés tárgyában Beirutban, az 1966. évi január hó 15. napján aláírt Egyezmény kihirdetéséről (dec. 28.)
- 1971. évi 37. tvr. a Magyar Népköztársaság és Nagy-Britannia és Észak-Írország Egyesült Királyság között Budapesten 1971. március 12-én aláírt konzuli egyezmény kihirdetéséről (dec. 29.)

### Kormányrendeletek
- 11/1971. (III. 31.) Korm. rendelet a tanácsokról szóló 1971. évi I. törvény végrehajtásáról
- 15/1971. (V. 22.) ÉVM—MüM együttes rendelet a téli munkaszünetről és annak díjazásáról
- 24/1971. (VI. 8.) Korm. rendelet a szakértői működéssel kapcsolatos egyes kérdések szabályozásáról
- 43/1971. (XII. 17.) Korm. rendelet A szellemi tevékenységet folytatók jövedelemadójáról

### Miniszteri rendeletek
- 12/1971. (IV. 8.) ÉVM rendelet az „Ybl Miklós-díj” adományozásáról
- 6/1971. (IV. 8.) MÉM rendelet a termelőszövetkezeti tervek készítéséről és tervinformáció szolgáltatásáról
- 4/1971. (XII. 14.) MÉM rendelet A Hivatásos Vadászok Szolgálati Szabályzatáról